# 鷲羽丸
鷲羽丸（わしゅうまる）は、日本国有鉄道（国鉄）鉄道連絡船の宇高連絡船の船舶である。
紫雲丸型の3番船で、同型船には「紫雲丸」、「眉山丸」がある。宇高航路においては、初の車載客船でもあった。
船名の「鷲羽」は岡山県の鷲羽山に由来する。

## 船歴
太平洋戦争後、宇高連絡船は輸送量が増加し、従来の船舶では需要の増大に対応できなくなったことから、大型船の導入が計画され、1946年（昭和21年）から3隻の大型船の建造が進められた。
「鷲羽丸」は播磨造船所で建造され、1947年（昭和22年）3月11日に起工。1948年（昭和23年）2月28日に進水し、同年5月29日に竣工。竣工と同時にGHQの日本商船管理局（en:Shipping Control Authority for the Japanese Merchant Marine, SCAJAP）によりSCAJAP-W013の管理番号が付与された。
同年6月25日に就航。紫雲丸型では3番目の就航であった。
1950年（昭和25年）3月13日、昭和天皇の四国巡幸（昭和天皇の戦後巡幸）に際し「鷲羽丸」がお召し船となり、四国へ向かう天皇を乗せた。
この直後の同年3月25日0時53分、直島と荒神島間の直島水道にて、「鷲羽丸」（下り貨物1021便）と「紫雲丸」（上り貨物1020便）が衝突。「鷲羽丸」の船首が「紫雲丸」の船尾車両甲板下の3等客室前部右舷に突き刺る。「紫雲丸」は横倒しになり、1時4分に沈没。死者7名。
1952年（昭和27年）9月23日、高松鉄道桟橋沖で「福浦丸」と接触。翌1953年（昭和28年）1月18日、高松港赤灯台台下に乗り上げた。
1954年（昭和29年）4月29日、「鷲羽丸」は「第一チュンシン丸」と衝突した。「鷲羽丸」は、その日の2時20分に高松港を出港して宇野港へ向かっていた。西航する「第一チュンシン丸」を認め500メートルまで接近したところで船長は右転を命じた。一方の「第一チュンシン丸」船長は当初、北航する「鷲羽丸」の前方を横切れると思っていたが、その後無理と判断して左転を命令。両者は接近し、双方で機関停止などが命じられるも衝突した。「鷲羽丸」に被害はなかったが、「第一チュンシン丸」は浸水して水船となり、高松港へ曳航された。
1956年（昭和31年）8月13日、高松港口白灯台台下で漁船と接触。
1967年（昭和42年）10月24日、休航。1968年（昭和43年）1月20日、高松港西防波堤に係船。同年7月15日に甘糟産業汽船に2230万円で売却された。同年7月17日、解体。